# Delegación Nacional de Excombatientes
La Delegación Nacional de Excombatientes (DNE) fue un organismo dependiente orgánicamente de Falange Española Tradicionalista y de las JONS fundado en 1939 que constituyó la institución más importante de la dictadura franquista para la administración de los excombatientes del bando sublevado triunfador en la guerra civil española.

## Historia
Surgida al calor del cambio de gobierno franquista por la crisis de agosto de 1939, con el ascenso a la Secretaría General de la Falange Española Tradicionalista y de las Juntas de Ofensiva Nacional Sindicalista (FET y de las JONS) del militar Agustín Muñoz Grandes, en una modificación de los estatutos del partido único de la dictadura se incluyó por primera vez, entre otros, un servicio de Organización de Excombatientes con un delegado nacional al cargo, posición encomendada al falangista José Antonio Girón de Velasco. La DNE, inspirada en cierto modo por la  Associazione Nazionale Combattenti de la Italia fascista, tuvo como principal misión la consolidación del régimen franquista. En 1954 Tomás García Rebull sustituyó a Girón de Velasco como delegado nacional. La DNE desapareció como tal en 1957, al integrarse sus servicios junto con los de la Delegación Nacional de Ex Cautivos dentro de la Delegación Nacional de Asociaciones.
Su lema era «en la guerra tu sangre, en la paz tu trabajo».